# Железнодорожный транспорт в Курской области
Железнодорожный транспорт в Курской области является одной из важнейших составляющих частей транспортной системы региона. На территории области находится 65 железнодорожных станций, железнодорожная сеть региона представлена транзитными железнодорожными магистралями Москва — Курск — Харьков, Москва — Касторное — Луганск, Воронеж - Конотоп - Киев и другими железнодорожными линиями.
Эксплуатационная длина железнодорожных путей составляет 1561,2 км, из них 500 км — подъездных путей. Протяжённость электрифицированных линий — 242 км. По густоте железных дорог Курская область занимает одно из первых мест в России. Крупнейшие железнодорожные узлы области — Курск, Льгов, Касторное. Железнодорожные линии общего пользования на территории области относятся к Московской и Юго-Восточной железным дорогам.

## История и перспективы

### Предыстория
21 мая 1864 года император Александр II подписал указ о строительстве железной дороги от Москвы до Орла. Сооружение железной дороги началось летом того же года.
Строительство участка Московско-Курской железной дороги от Курска до Орла началось в мае 1866 года. В том же году была дана концессия на постройку частной железнодорожной линии от Курска до Киева и, в связи с этим, образовано акционерное общество Курско-Киевской железной дороги. Строительство Курско-Киевской линии началось в 1867 году.
В начале 1868 года было получено разрешение на строительство частной Курско-Харьковско-Азовской железной дороги, учредителем был назначен Самуил Соломонович Поляков.

### Начало движения
Движение по всей Московско-Курской железной дороге было открыто 17 сентября 1868 года. В том же году было открыто движение от станции Курск до станций Ворожба и Бровары Курско-Киевской железной дороги. В июле 1869 года было открыто движение на участке Курск — Харьков Курско-Харьковско-Азовской железной дороги. В результате станция Курск стала крупным железнодорожным узлом. Станция находилась на расстоянии трёх вёрст от Курска, что создавало некоторые неудобства гостям и жителям города. Поэтому, в 1872 году городскими властями было принято решение о постройке железнодорожной ветки в центр Курска протяжённостью 6 вёрст. Сооружение линии началось в 1874 году и продолжалось 4 года, в связи с организационными трудностями. Торжественное открытие городской ветки и станции «Курск-Город» (Курск II) состоялось 2 июня 1878 года. Вокзал при станции Курск II носил название «Городской», а вокзал станции Курск I — «Ямской», поскольку находился в пригородной Ямской слободе. Расписание движения поездов по городской ветке согласовывалось с расписанием поездов по станции Курск I. Городская ветвь просуществовала до середины XX века.
В 1882 году была открыта первая в Курской губернии узкоколейная Обоянская железная дорога протяжённостью около 32 км, связавшая уездный город Обоянь со станцией Марьино Курско-Харьковско-Азовской железной дороги. Железная дорога была построена на средства земства, ширина колеи составляла 914 мм.

### Конец XIX — первая половина XX веков

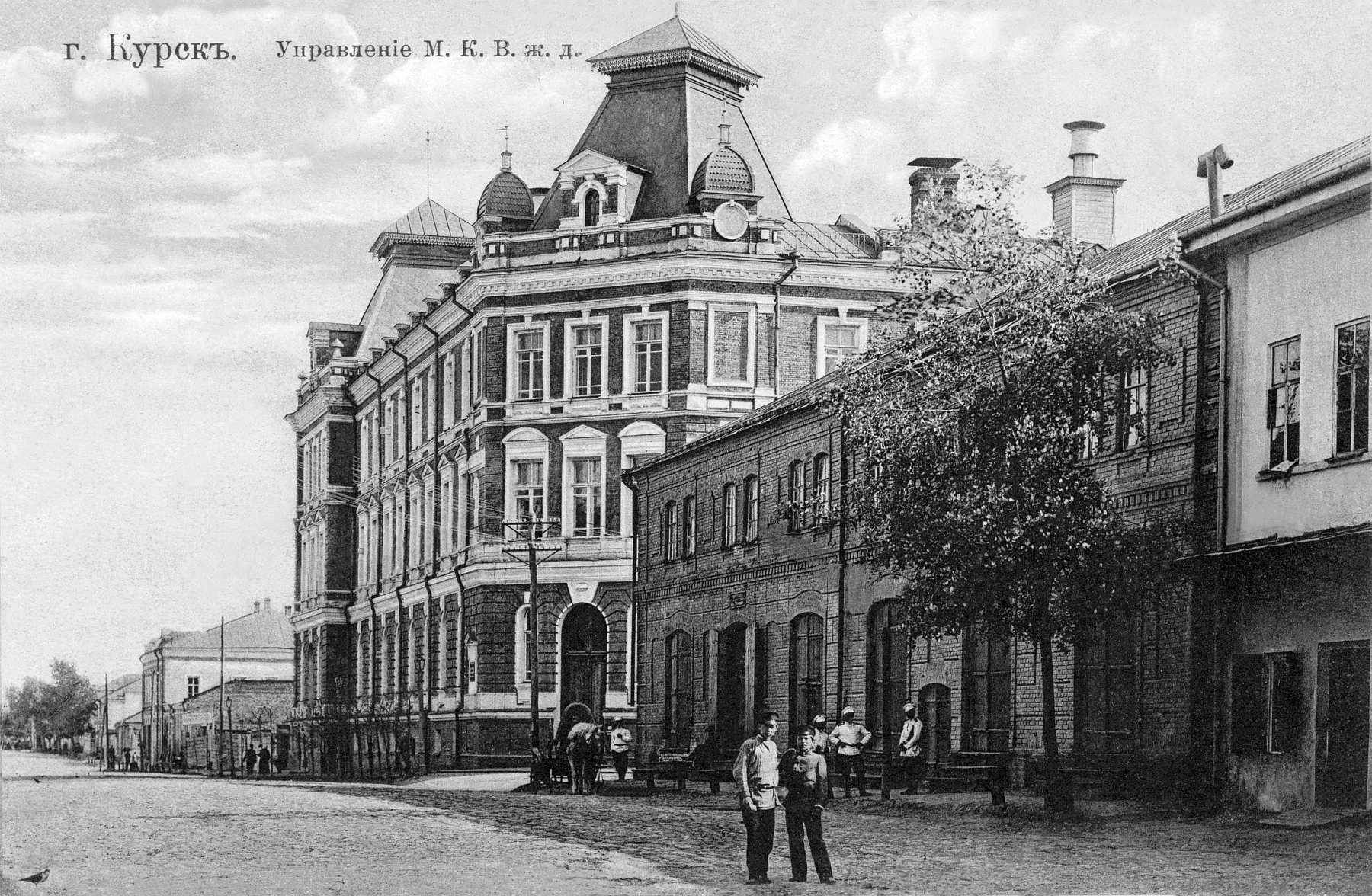
Здание управления М. К. В. ж. д. в Курске (начало XX века)

Второй этап активного строительства железных дорог на территории современной Курской области наступил в конце XIX века.
В 1891 году Курско-Харьковско-Азовская железная дорога была выкуплена казной (стала государственной). В том же году было акционерному обществу Курско-Киевской железной дороги было дано разрешение на строительство линии от Курска до Воронежа, в связи с чем железная дорога была переименована в Киево-Воронежскую. Строительство данного участка было завершено в 1894 году.
7 июня 1895 года акционерное общество Киево-Воронежнской железной дороги было переименовано в общество Московско-Киево-Воронежской железной дороги, которому было дано разрешение на строительство целого ряда железных дорог. Управление новообразованной Московско-Киево-Воронежской железной дороги находилось в Курске, недалеко от внутригородской станции. На территории современной Курской области обществом Московско-Киево-Воронежской железной дороги были проложены участки линий Льгов — Брянск (движение открыто в 1897 году) и Мармыжи — Ливны (движение открыто в 1898 году). Кроме того, акционерным обществом Юго-Восточных железных дорог в 1897 году была построена линия Елец — Валуйки, пересекавшаяся с Курско-Воронежской линией в районе села Касторное (тогда Воронежской губернии). В дополнение к станции Касторная I Киево-Воронежской линии была построена станция Касторная-Восточная Юго-Восточных железных дорог.
Обществом Московско-Киево-Воронежской железной дороги на территории Курской губернии также строились подъездные узкоколейные железные дороги c шириной колеи 1000 мм. В 1893 году был построен подъездной путь от Суджи до станции Коренево протяжённостью 39 км, а в 1894 — от Коренево до Рыльска (23 км). В ноябре 1895 года была открыта узкоколейная железная дорога Ворожба — Середина-Буда (станция Зёрново) протяжённостью 149 км, частично (участок Тёткино — Крупец) проходившая по территории Курской губернии. В 1899 году было открыто движение по узкоколейной железной дороге от станции Охочевка до села Колпны Орловской губернии общей протяжённостью 59 км.
1 января 1907 года в результате слияния Курско-Харьково-Азовской и Харьково-Николаевской железных дорог были образованы «Южные казённые железные дороги».
В 1908 году началось строительство Северо-Донецкой железной дороги, движение по участку Льгов — Готня — Харьков было открыто в 1911 году. Для обслуживания линии Льгов — Харьков во Льгове была построена вторая станция (Льгов-2), находившаяся в ведении Северо-Донецкой железной дороги.
В 1918 году все частные железные дороги были национализированы и переданы в распоряжение НКПС. В период Гражданской войны на территории Курской области происходили сражения между Вооружёнными силами Юга России под командованием Деникина и частями Красной Армии, в ходе которых широко использовались бронепоезда.
в 1920-х — 1930-х годах на территории современной Курской области происходило сокращение узкоколейных дорог общего пользования: В 1924—1928 годах был разобран участок Коренево — Суджа; участок Ворожба — Крупец был «перешит» на широкую колею, при этом ширококолейная линия была продолжена до станции Свесса, а узкоколейный участок Крупец — Зарусса был разобран; в 1936—1937 годах на широкую колею была переведена и ветка Ржава — Обоянь.

### Великая Отечественная война
Во время Великой Отечественной войны в 1941 — 1943 годы территория Курской области была оккупирована немецко-фашистскими войсками, а железнодорожные линии оказались в зоне активных боевых действий, в результате которых инфраструктура большинства станций была полностью или частично разрушена. На Курском железнодорожном узле работала подпольная группа, в колоннах особого резерва НКПС было около 120 работников курского депо. На участке Черемисиново — Мармыжи в 1941—1943 годах шли тяжёлые бои, узловую станцию Мармыжи за весь период обороняло в общей сложности 13 бронепоездов.
8 июня 1943 года, в ходе подготовки к Курской битве, Государственный Комитет Обороны принял постановление «О строительстве линии Старый Оскол — Ржава» протяжённостью 95 километров по облегчённым техническим условиям. Новая линия была построена и введена в эксплуатацию всего за 31 день (строительство велось с 15 июня по 17 июля 1943 года). Железнодорожная линия Ржава — Сараевка — Старый Оскол, получившая название «Дорога Мужества», ускорила доставку грузов, техники и войск к линии фронта и сыграла значительную роль в победе советских войск в Курской битве.

### Вторая половина XX века
В 1957—1959 годах были «перешиты» на широкую колею узкоколейные линии Коренево — Рыльск и Охочевка — Колпны .
В 1959 году был электрифицирован (система постоянного тока, 3000 В) участок Московской железной дороги от Орла до Курска, а годом позже — участок Южной железной дороги от Курска до Белгорода.
В 1960 году для обслуживания Михайловского горно-обогатительного комбината от станции Арбузово линии Брянск — Льгов была построена ветка до станции Михайловский Рудник. В 1975 году эта линия была продлена до Орла.
В 1992 году, после распада СССР, Белгородское отделение Южной железной дороги было передано в состав Юго-Восточной железной дороги.
В 1997—1998 были электрифицированы (система переменного тока, 25 кВ) участки Юго-Восточной железной дороги Тербуны (Липецкая область) — Касторная-Новая и Касторная-Новая — Старый Оскол (Белгородская область).
В 2001 году Курское и Орловское отделения Московской железной дороги были объединены в единое Орловско-Курское отделение с управлением в Орле.
1 января 2011 года Орловско-Курское отделение Московской железной дороги было упразднено, заместителем начальника МЖД по Орловско-Курскому региону назначен Юрий Серафимович Кобзарь.

### Перспективы развития
До 2014 года в рамках реализации проекта РЖД по организации скоростного движения (160—200 км/ч) между Москвой и черноморскими курортами планируется модернизация линии Москва — Курск — Прохоровка (Белгородская область).
До 2018 года в рамках разрабатываемой Федеральной целевой программы развития железнодорожного транспорта на Белгородском отделении Юго-Восточной железной дороги планируется электрифицировать участок Стойленская (Белгородская область) — Сараевка протяжённостью 83 км.

## Предприятия и инфраструктура

### Железнодорожные линии
Железные дороги области относятся к Московской и Юго-Восточной железным дорогам. По по состоянию на 1 января 2009 года длина железнодорожных линий общего пользования составляет 1061,2 км, из них 500 км — подъездных путей, густота железнодорожной сети составляет 3,56 километра пути на 100 квадратных километров площади. Бо́льшая часть линий неэлектрифицирована, общая протяжённость электрифицированных участков составляет 242 км (22,8 % от общей длины линий).
Железнодорожная сеть региона представлена следующими линиями:
- Железнодорожная магистраль Москва — Курск — Харьков, пересекающая территорию области с севера на юг в центральной части, является основной и наиболее интенсивно эксплуатируемой железнодорожной линией в регионе. Протяжённость магистрали от станции Поныри до станции Ржава составляет 146 км[3]. Железнодорожная линия на всём протяжении имеет не менее 2-х путей и полностью электрифицирована (система постоянного тока, 3 кВ). При этом участок Поныри — Курск относится к главному ходу Курского направления Московской железной дороги и обслуживается МЖД, а участок от Курска до Ржавы и далее обслуживается ЮВЖД. От станции Ржава отходит однопутная неэлектрифицированная ветка до Обояни. От станции Сараевка отходит неэлектрифицированная линия Сараевка — Старый Оскол (по территории Курской области проходит небольшой участок данной линии).
- Железнодорожная магистраль Москва — Касторная — Луганск пересекает Курскую область с севера на юг в восточной части. Протяжённость линии от станции Прокуророво до станции Роговое — 70 км[3]. Участок магистрали обслуживается ЮВЖД. Линия электрифицирована (система переменного тока, 25 кВ) и имеет на всём протяжении не менее двух путей. Магистраль используется в основном для грузовых перевозок.
- Железнодорожная линия Брянск — Арбузово — Льгов — Харьков пересекает Курскую область с севера на юг в западной части. Протяжённость линии от станции Дерюгино до станции Рулитино — 190 км[3]. Линия неэлектрифицирована. Участок от станции Дерюгино до Льгова — двухпутный, от Льгова до Рулитино — однопутный. От станции Арбузово (на участке Дерюгино — Льгов) отходит линия на Курбакинскую и Орёл. Протяжённость линии от станции Курбакинская до станции Льгов составляет 122 км[3].
- Железнодорожная линия Киев—Льгов—Курск—Касторная—Воронеж пересекает Курскую область с запада на восток. Протяжённость линии от станции Глушково до станции Благодатенский — около 350 км[3]. Линия неэлектрифицирована. Участок от станции Глушково до Льгова — однопутный, имеется ответвление от станции Коренево до Рыльска (29 км). Участок от станции Льгов-Киевский до Курска — однопутный, но имеет двухпутные перегоны Лукашевка — Дьяконово и Рышково — Курск (однако до 2000 года второй путь имелся также на перегоне Льгов — Блохино). Участок от Курска до станции Касторная-Курская и далее — однопутный, имеется ответвление от станции Охочевка до посёлка Колпны (Орловская область), от станции Мармыжи отходит линия до станции Верховье (по территории Курской области проходит лишь небольшой участок данной линии). Участок Касторная-Курская — Благодатенский и далее обслуживается ЮВЖД.
- По западной окраине Курской области с юга на север проходит железнодорожная линии Ворожба — Хутор-Михайловский. Протяжённость участка от Тёткино до остановочного пункта Локоть составляет 64 км[3](часть данного участка проходит по территории Украины). В 2002—2003 годах на данном участке были отремонтированы пути и восстановлено движение[1][31]. 30 мая 2010 года движение пригородных поездов на участке Тёткино — Локоть было отменено[32][33].Участок Локоть — Эсмань, пересекающий границу с Украиной демонтирован.

### Железнодорожные узлы и станции

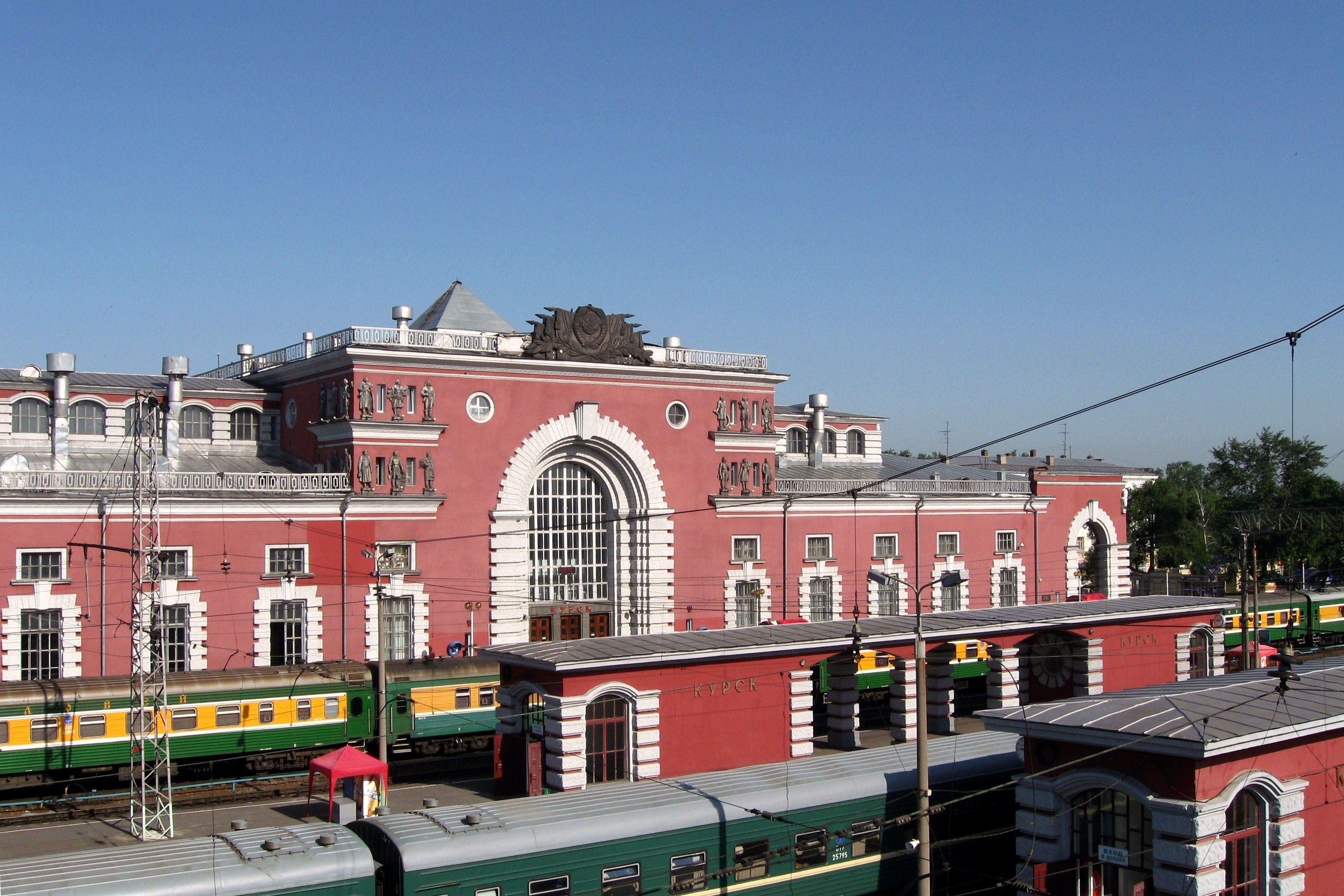
Станция Курск

По данным администрации области, на её территории находится 65 железнодорожных станций. Крупнейшие железнодорожные узлы области — Курск, Касторное.
Станция Курск находится на пересечении магистрали Москва — Харьков и линии Киев — Воронеж и является крупнейшей пассажирской станцией региона. Станция выполняет также грузовую и сортировочную функции. В то же время основной грузовой станцией в Курске является Рышково. Вторым узлом является Льгов, в состав узла входят 2 станции: Льгов-Киевский (пассажирская станция), Льгов-2 и Шерекино. Касторенский железнодорожный узел представлен станциями Касторная-Новая (основная станция), Касторная-Курская и путевым постом Касторная-Восточная. На территории Курской области также находятся и другие узловые станции: Арбузово (на линии Льгов — Брянск), Мармыжи (на линии Курск — Касторная), Сараевка (на линии Курск — Белгород), а также станции, от которых отходят подъездные пути.
На пограничной станции Глушково оборудован железнодорожный пункт пропуска Курской таможни. Пункт пропуска «Глушково», как и сопредельный украинский «Волфино» (станция Волфино), является двусторонним (только для граждан России и Украины).
В программе социально-экономического развития Курской области на 2006—2010 годы предполагалось строительство двух железнодорожных пунктов пропуска на железнодорожном участке Тёткино — Локоть: Тёткино (Россия) — Ворожба (Украина) и Локоть (Россия) — Эсмань (Украина), однако в 2009 году было принято решение о переводе станций Тёткино, Неониловка, Крупец, Локоть в разряд остановочных пунктов, а 30 мая 2010 года пригородное движение на участке Тёткино — Локоть было отменено.

### Организации и предприятия

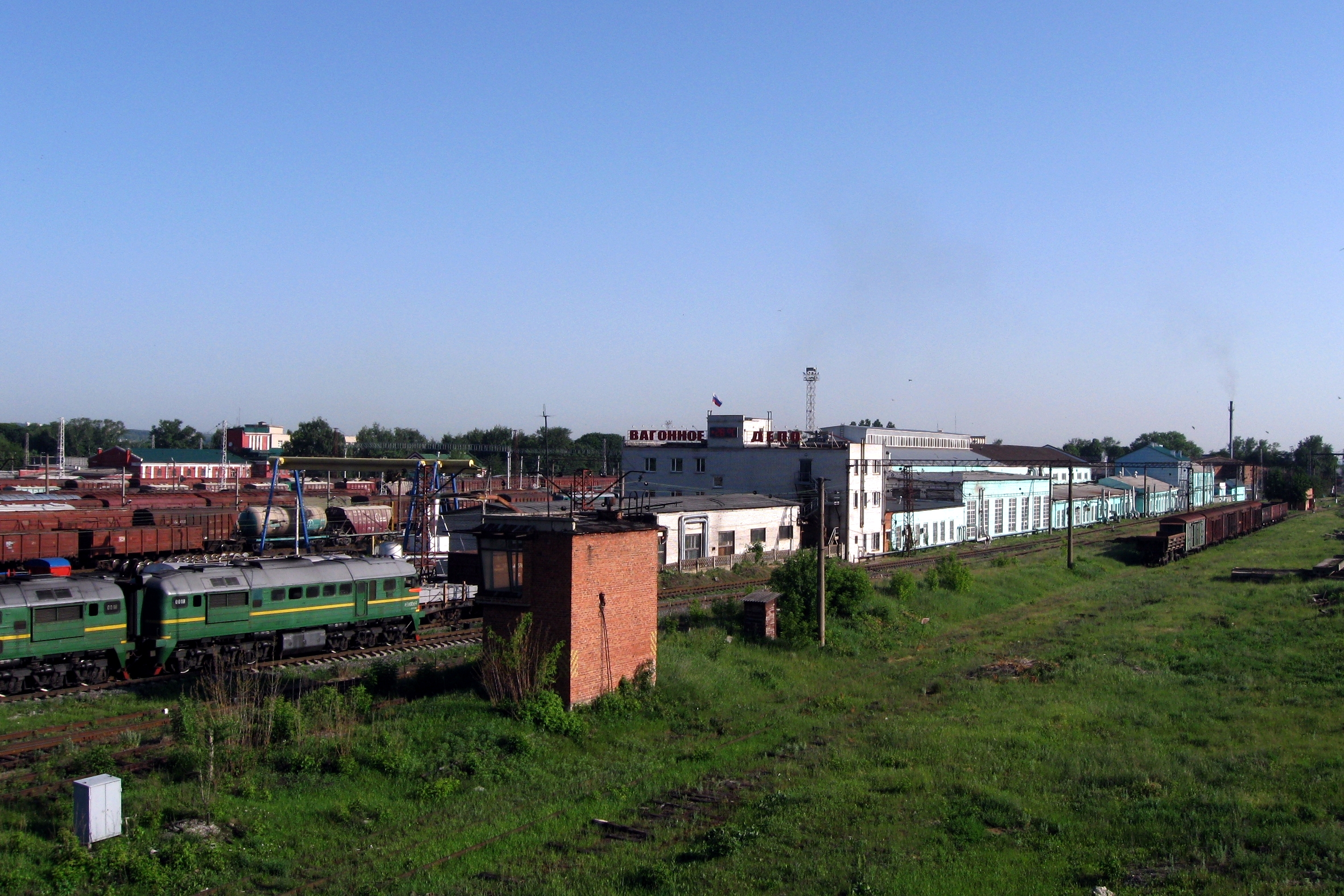
Депо «Курск»

На территории Курской области действуют 4 локомотивных депо, которые относятся к Орловско-Курскому региону Московской железной дороги. На станции Курск расположено эксплуатационное депо «Курск-Сортировочный» (ТЧЭ-29) и ремонтное депо «Курск» (ТЧР-30), два других депо ФТЧ-56 «Курбакинская» (на станции Курбакинская) и ФТЧ-57 «Льгов» (на станции Льгов-2) и являются филиалами Курского депо. На станции Отрешково линии Курск — Касторная расположена база запаса подвижного состава.. На территории области действуют 4 дистанции пути (Курская, Льговская,Ржавская и Касторенская), 3 дистанции сигнализации, централизации и блокировки (Курская, Касторенская и Ржавская), Курская дистанция электроснабжения, а также Курская дистанция гражданских сооружений, водоснабжения и водоотведения. Курские железнодорожные предприятия неоднократно занимали призовые места в различных соревнованиях коллективов железных дорог и организаций железнодорожного транспорта.
Администрация Курской области сотрудничает Московской и Юго-Восточной железными дорогами в области развития железнодорожных узлов, ремонта вокзалов, строительства переходов, обновления подвижного состава, пассажирских перевозок, а также в решении социальных проблем в соответствии с ежегодно заключаемыми соглашениями.

## Железнодорожные перевозки

### Пассажирское сообщение

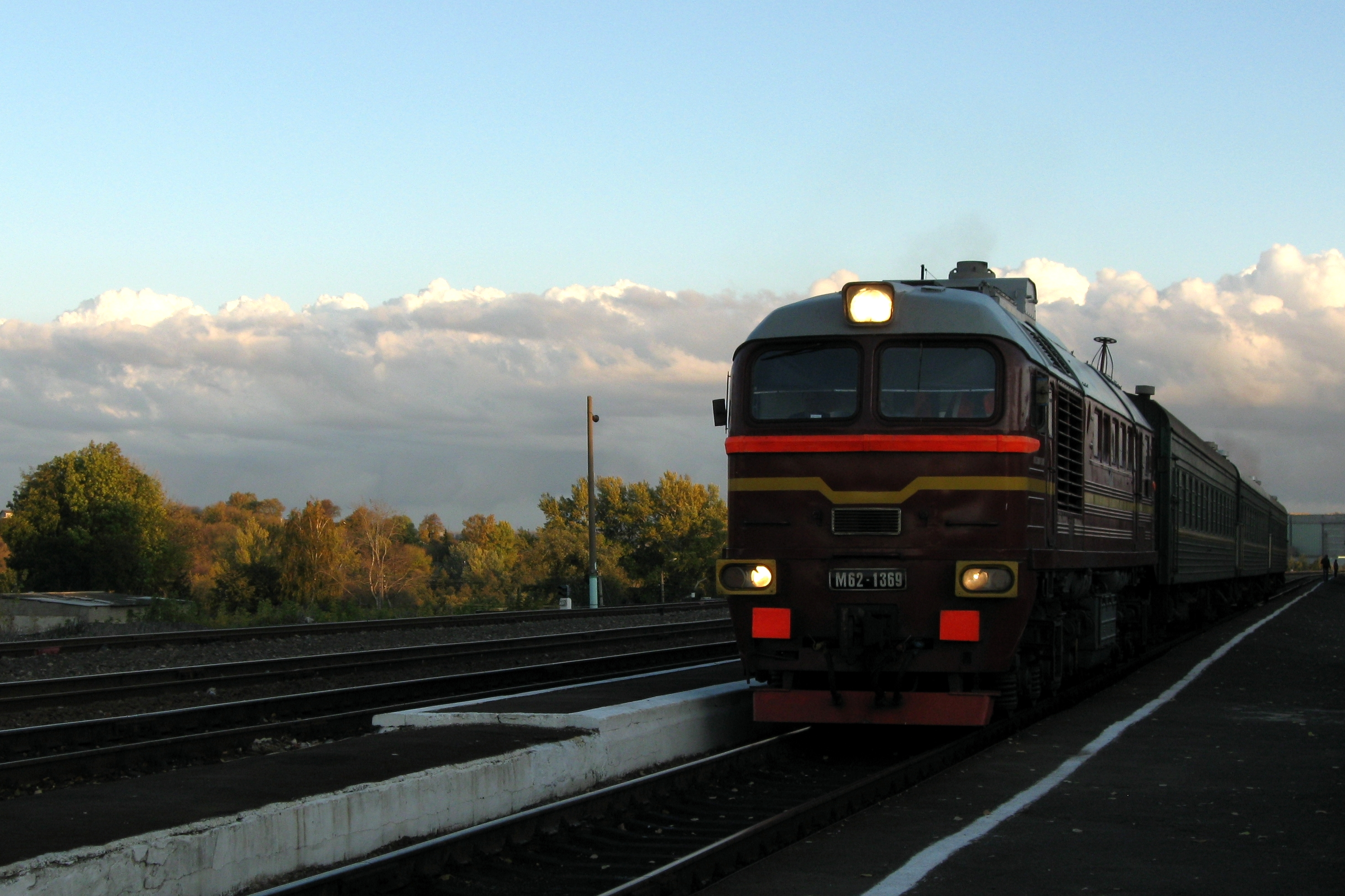
Пригородный поезд Касторная — Курск прибыл на станцию Щигры

Через Курскую область в зимний период проходит не менее 25 пар поездов дальнего следования, бо́льшая часть которых следуют по магистрали Москва — Харьков на территорию Украины и в обратном направлении. В летний период назначаются дополнительные поезда и количество пар возрастает до 70 и более. По маршруту Москва — Курск — Москва ежедневно курсирует фирменный скорый поезд Соловей (№ 105/106). Ранее для поезда № 105/106 часто использовалось неофициальное название «Курский соловей».
Пригородное железнодорожное сообщение на территории Курской области обеспечивается 54 парами пригородных пассажирских поездов (27 пар Московской железной дороги и 27 пар Юго-Восточной железной дороги). С 2006 года на малодеятельных участках области курсируют 3 рельсовых автобуса. Пригородное сообщение наиболее развито по направлениям Курск — Белгород, Курск — Орёл, Курск — Льгов (до 6 пар пригородных поездов в сутки). От станции Ржава в направлении Белгорода ежедневно отправляется до 10 пар электропоездов (включая поезда следующие из Курска и Сараевки), ещё 4 пары поездов на тепловозной тяге курсируют по маршруту Ржава — Старый Оскол. По линии Касторная — Воронеж ежедневно курсирует до 5 дизель-поездов (от/до станций Касторная-Курская, Касторная-Новая, Благодатенский). На других участках движение менее интенсивно, так, по линии Елец — Касторная-Новая — Старый Оскол курсирует 4 пары электропоездов в сутки, по линии Курск — Касторная до трёх пар пригородных поездов на тепловозной тяге,а по линиям Льгов — Комаричи, Льгов — Курбакинская, Льгов — Готня и Михайловский Рудник — Орёл до двух пар. От станции Льгов также ежедневно отправляются и прибывают поезда до станций Глушково, Тёткино, Локоть. Пригородные перевозки на линиях Льгов — Готня и Льгов — Комаричи осуществляются рельсовыми автобусами. Рельсовый автобус используется также как ускоренный пригородный поезд на маршруте Льгов — Орёл. Планируется внедрение рельсовых автобусов на малодеятельном участке Тёткино — Локоть (в 2008 году убытки от эксплуатации данного участка составили 19 миллионов рублей), а также на линии Курск — Льгов. В перспективе возможно появление рельсовых автобусов и на других маршрутах области.
Ускоренный электропоезд повышенной комфортности связывает Курск и Белгород с сентября 2003 года. До 14 марта 2010 года курсировали также поезда-экспрессы Курск — Воронеж (№ 841/842) и Льгов — Москва (№ 831/832). В начале 2010 года ОАО «Российские железные дороги» объявило об отмене данных поездов. Губернатор Курской области Александр Михайлов обратился к президенту ОАО «РЖД» Владимиру Якунину с просьбой оставить поезд Курск — Воронеж, поскольку «его отмена вызовет социальную напряжённость среди жителей двух областей». Позднее в газете «Гудок» было опубликовано опровержение информации об отмене поезда Курск — Воронеж, однако с 15 марта данный поезд был отменён. Владимир Якунин отказал Курскому губернатору в просьбе, мотивировав решение высокой убыточностью эксплуатации данного маршрута.
Регулирование железнодорожных тарифов осуществляется Администрацией Курской области и филиалами ОАО РЖД на основании заключаемых договоров. Из бюджета Курской области ежегодно выделяются средства на содержание и эксплуатацию малодеятельных участков, возмещение убытков от пригородных перевозок, а также компенсацию выпадающих доходов, связанных с обеспечением льготного проезда некоторых категорий пассажиров. Так, в 2010—2012 годах на эти цели планируется выделять 11,7 миллионов рублей ежегодно. В 2009 году область субсидировала Московскую железную дорогу в размере 8,05 млн руб., из них 6,33 млн на компенсацию убытков от пригородных перевозок (сами убытки составили примерно 163 млн рублей).

### Грузовые перевозки
По данным Администрации Курской области в 2006 году объём грузов, перевезённых железнодорожным транспортом по территории области, составил 21,9 миллионов тонн. В 2009 году объём погрузки грузов на составили 17,4 млн тонн, что является наивысшим показателем по всем регионам, обслуживаемым Московской железной дорогой).
Наибольший вклад в объём погрузки грузов на территории области обеспечивает Михайловский ГОК, основные грузообразующие станции — Курбакинская (70 % погрузки на Орловско-Курском отделении МЖД по состоянию на 2007 год) и Михайловский Рудник. Доля железнодорожного транспорта в структуре грузовых перевозок по Курской области составляет 16 % (по состоянию на 2007 год).